# Morongea
Morongea is een geslacht van vlinders van de familie spinners (Lasiocampidae).

## Soorten
- M. arnoldi (Aurivillius, 1909)
- M. avoniffi (Tams, 1929)
- M. carnaria Zolotuhin & Prozorov, 2010
- M. cruenta Zolotuhin & Prozorov, 2010
- M. elfiora Zolotuhin & Prozorov, 2010
- M. flavipicta (Tams, 1929)
- M. gemmo Zolotuhin & Prozorov, 2010
- M. lampara Zolotuhin & Prozorov, 2010
- M. mastodont Zolotuhin & Prozorov, 2010
- M. missdebeerae Zolotuhin & Prozorov, 2010